# Nurlat
Nurlat (in russo Нурлат?, in tataro Norlat, Норлат, in precedenza nota come Nurlat-Oktjabr'skij) è una città della Russia che si trova nella Repubblica autonoma del Tatarstan. Venne fondata nel 1905 sulle rive del Kondurča, affluente del Volga, presso una stazione ferroviaria ed ottenne lo status di città nel 1961 ed è capoluogo del Nurlatskij rajon.
La cittadina, che si trova a 268 chilometri a sud est di Kazan', nel 1973 aveva 15.800 abitanti, nel 1989 23.507, nel 2002 32.527 e nel 2010 32.400.